# Tempesta solare (romanzo)
Tempesta solare (titolo originale Solstorm) è un romanzo giallo della scrittrice svedese Åsa Larsson pubblicato in Svezia nel 2003.
È il romanzo d'esordio della scrittrice svedese, primo libro della serie sull'avvocatessa Rebecka Martinsson. Il libro ha ottenuto il Premio dell'Accademia svedese del Poliziesco come miglior giallo d'esordio. La prima edizione del romanzo è stata pubblicata nell'anno 2005 da Marsilio

## Trama
È notte fonda a Kiruna quando Sanna Strandgård trova il cadavere di suo fratello, un illustre religioso, nella Chiesa della missione appartenente alla congregazione "Fonte della Forza". Si tratta di Viktor Strandgård conosciuto anche come "il ragazzo del paradiso" poiché dopo aver avuto un grave incidente ed essere clinicamente morto a seguito dell'intervento si è risvegliato raccontando di aver visto il paradiso.
Durante un freddo febbraio caratterizzato da una spettacolare aurora boreale causata dalle tempeste solari, immediatamente cominciano le indagini; dureranno sei giorni, che corrispondono ai capitoli del romanzo e interesseranno gli ispettori di polizia di Kiruna Anna-Maria Mella e Sven-Erik Stålnacke. Essi arrivano sulla scena del delitto, la mattina successiva; Viktor giace sul pavimento, al centro della navata centrale della Chiesa della Fonte della Forza in un lago di sangue con gli occhi cavati dalle orbite ed entrambe le mani amputate.
Rebecka Martinsson, avvocato tributarista a Stoccolma, aveva conosciuto Viktor in passato, avendo vissuto la sua infanzia a Kiruna.
La stessa mattina, dopo aver appreso della notizia dell'omicidio via radio, riceve la telefonata di Sanna (sua amica d'infanzia) che le chiede aiuto sostenendo che la polizia la sta cercando e la avrebbe sicuramente accusata dell'omicidio del fratello.
Rebecka si sente in dovere di aiutare la sua vecchia amica quindi si reca a Kiruna rivivendo le emozioni di un tempo incontrando vecchie conoscenze, rivisitando i luoghi dove aveva trascorso la sua infanzia. Si stabilisce con le due figlie di Sanna (Sara e Lova) ed il loro cane presso la casa di sua nonna a Kurravaara, a pochi kilometri di distanza da Kiruna. Sosterrà quindi la sua amica durante le indagini che porteranno alla luce diversi aspetti della congregazione della Fonte della Forza gestita dai tre pastori Gunnar Isaksson, Thomas Söderberg e Vesa Larsson e riporteranno alla sua memoria ricordi che in qualche modo hanno segnato anche il suo presente.

## Personaggi

### Personaggi principali
- Rebecka Martinsson, avvocato tributarista presso lo studio legale Meijer & Ditzinger di Stoccolma.
- Sanna Strandgård, sorella di Viktor indagata per l'omicidio del fratello.
- Anna-Maria Mella, ispettrice di polizia.

### Personaggi secondari
- Viktor Strandgård, uomo religioso trovato morto nella chiesa della missione di Kiruna.
- Curt Bäckström, amico di Sanna, innamorato di lei.
- Gunnar Isaksson, pastore della congregazione della Fonte della Forza.
- Kristina Strandgård, madre di Viktor e Sanna.
- Sara, figlia maggiore di Sanna.
- Lova, figlia minore (4 anni) di Sanna.
- Måns Wenngren: socio studio legale Meijer & Ditzinger, capo di Rebecka, considerato uno dei migliori tributaristi del paese.
- Maria Taube: avvocata collega di Rebecka.
- Sivving Fjällborg: vicino di casa della nonna di Rebecka a Kurravaara.
- Sven-Erik Stålnacke: ispettore di polizia, collega di Anna-Maria.
- Thomas Söderberg: pastore della congregazione della Fonte della Forza; consigliere spirituale di Viktor.
- Vesa Larsson: pastore della congregazione della Fonte della Forza.

## Edizioni
- Åsa Larsson, Tempesta solare, traduzione di Katia De Marco, Marsilio, 2005. ISBN 88-317-8575-3.
- Åsa Larsson, Tempesta solare, traduzione di Katia De Marco, Marsilio, 2009. ISBN 978-88-317-8575-4.
- Åsa Larsson, Tempesta solare, traduzione di Katia De Marco, Marsilio, 2010. ISBN 978-88-317-0587-5.
- Åsa Larsson, Tempesta solare, traduzione di Katia De Marco, Marsilio, 2013. ISBN 978-88-317-1778-6.
- Åsa Larsson, Tempesta solare, traduzione di Katia De Marco, Universale Economica Feltrinelli, 2018. ISBN 978-88-317-3739-5.